# Salsola angolensis
Salsola angolensis là loài thực vật có hoa thuộc họ Dền. Loài này được Botsch. miêu tả khoa học đầu tiên năm 1973.